# بنفشگان
بَنَفشگان (به انگلیسی: Violaceae) نام یکی از تیره‌های گیاهی است که شامل حدود ۸۰۰ گونه در ۲۵ سرده است. نام این گیاه از سرده بنفشه، بنفشه‌ها و بنفشه دورگه گرفته شده است.